# Thomas Coteel
Thomas Coteel (auch Cotteel) (* nach 1579; † zwischen 31. August und 6. September 1640 in Litchfield) war ein englischer Kaufmann und Politiker, der einmal als Abgeordneter für das House of Commons gewählt wurde.

## Herkunft
Thomas Coteel war der älteste Sohn seines gleichnamigen Vaters Sir Thomas Coteel und von dessen Frau Susanne Stecher. Sein Vater stammte von flämischen Kaufleuten ab, die Familie seiner Mutter stammte aus Augsburg. Als Protestanten waren seine Eltern während des niederländischen Aufstands 1576 aus Antwerpen geflüchten. Spätestens ab 1579 lebten sie in London, wo sein Vater als Kaufmann arbeitete und wo Coteel wohl geboren wurde. Aufgrund seiner Herkunft beherrschte Coteel nicht nur Englisch, sondern auch Niederländisch und Französisch, dazu vermutlich auch fließend Italienisch. Bei seinem Tod besaß er eine umfangreiche Büchersammlung mit fast 70 Büchern in mehreren Sprachen, die seine humanistische Bildung belegt.

## Tätigkeit als Kaufmann
Der jüngere Coteel begann seine Geschäftstätigkeit als Geldverleiher. Das dazu nötige Kapital stellte ihm sein Vater zur Verfügung. 1611 erwarb er für £ 1000 von Gilbert Lee dessen Recht, mit Schaffellen zu handeln und diese zu exportieren. 1614 wurde er jedoch vor dem Court of Commons Pleas wegen unerlaubtem Handel angeklagt, worauf ihm der Handel mit Schaffellen verboten wurde. Coteel versuchte von Lee die Erneuerung der Exporterlaubnis zu erhalten, doch dieser ging darauf nicht ein und nahm 1616 den Handel wieder selbst auf. 1619 wurde Coteel erneut angeklagt. Er sollte Gold und Silber im Wert von £ 4000 geschmuggelt haben, doch diese Beschuldigung wurde aus Mangel an Beweisen fallengelassen. Danach arbeitete Coteel weiter als Kaufmann. 1622 exportierte er Tuch nach Spanien und 1629 lieh er einer Gruppe um Nicholas Tufton, 1. Earl of Thanet Geld, doch erreichte er offenbar nicht die wirtschaftliche Bedeutung seines Vaters.

## Politische Tätigkeit
Daneben engagierte sich Coteel auch als Politiker. Seine Schwester Mary hatte 1608 oder 1609 Sir Richard Edgcumbe, einen Landadligen aus Cornwall geheiratet. Der hoch verschuldete Edgcumbe setzte Coteel mit als Treuhandverwalter seiner verpfändeten Ländereien ein, wodurch Coteel in Kontakt mit anderen Landadligen, darunter mit den mit Edgcumbe verwandten Peter Speccott und Ambrose Manaton kam. Durch diese Beziehungen und wohl vor allem mit der Unterstützung von Sir Nicholas Prideaux, einem Cousin von Edgcumbe, wurde Coteel bei der Unterhauswahl 1625 als Abgeordneter für das Borough Camelford gewählt. Über seine Tätigkeit im House of Commons ist jedoch nichts bekannt, und bei der Unterhauswahl 1626 und bei den folgenden Wahlen kandidierte er nicht erneut.

## Aufbau eines größeren Landbesitzes
Nachdem Coteels Vater ihm bereits zu seinen Lebzeiten den Großteil seines Vermögens vermacht hatte, investierte Coteel ab der Mitte der 1620er Jahre in Grundbesitz. Zunächst erwarb er verpfändete Ländereien, wie 1624 ein Gut von Sir Bowyer Worseley auf der Isle of Wight. Für £ 5300 erwarb er 1625 das Gut von Steventon in Hampshire, das sein Landsitz wurde. Weitere Besitzungen erwarb er in Lancashire, Essex und London, doch der Schwerpunkt seiner Besitzungen wurde Hampshire, wo er 1628 ein weiteres Gut im unweit von Steventon gelegenen Litchfield erwarb. Dies führte dazu, dass Coteel im November 1630 für ein Jahr zum Sheriff von Hampshire ernannt wurde. Da er damit verpflichtet war, in Hampshire zu wohnen, legte er gegen diese Ernennung Einspruch ein. Er befürchtete, dass er damit seine Geschäfte in London vernachlässigen müsste. König Karl I. hatte jedoch keine Einwände, falls Coteel trotz seines Amtes seinen Geschäften nachging. Daraufhin übertrug Coteel den Großteil der Aufgaben als Sheriff einem Vertreter, was dazu führte, dass die Zusammenarbeit zwischen Coteel und den Richtern in Hampshire nicht mehr funktionierte. Die Richter betrachteten Coteel als Emporkömmling und stellten die Zusammenarbeit ab März 1631 fast völlig ein. Daraufhin musste Coteel im Mai 1631 eine Strafe von £ 300 an das Privy Council zahlen. Im Dezember 1631 konnte er schließlich zu seiner Erleichterung das Amt des Sheriffs an einen Nachfolger übergeben. Danach übernahm er keine weiteren Ämter und lebte anscheinend hauptsächlich in London. 1633 verkaufte er wieder Steventon und erwarb dafür weitere Besitzungen auf der Isle of Wight.

## Streit um sein Erbe
Da Coteel nicht geheiratet hatte und auch sein jüngerer Bruder Daniel kinderlos war, plante er, seinen Besitz seinem Neffen Piers Edgcumbe zu vererben. Bereits um 1630 betraute er diesen mit der Verwaltung von Teilen seiner Besitzungen. Nach dem Tod seines Vaters 1635 wurde Coteel dessen Haupterbe und Testamentsvollstrecker. Dies führte vor allem mit seinen Nichten zu einem Streit, der sich bis 1637 hinzog. In seinem Testament vom 13. Juni 1639 vermachte Coteel jedoch seinen acht Nichten, mit denen er sich zuvor über das Erbe seines Vaters gestritten hatte, je £ 300. Auch Richard Edgcumbe, ein jüngerer Sohn seiner Schwester, sollte £ 300 erhalten. Seiner überlebenden Schwester vermachte er £ 500, und £ 100 sollten an seine Verwandten in Brabant gehen. Nach dem Tod seines Bruders Daniel erklärte Coteel schließlich am 31. August 1640 Piers Edgcumbe auch formell zu seinem Haupterben und Testamentsvollstrecker. Wenige Tage später starb er. Über die Gebühren für seine Beisetzung in der Krypta der Kirche St Martin Orgar in London, wo auch sein Vater bestattet worden war, kam es zu einem längeren Streit zwischen Edgcumbe und dem Pfarrer.